# Blase Cupich
Blase Joseph Cupich (Omaha, 19 de marzo de 1949) es un sacerdote, filósofo, teólogo, profesor y arzobispo estadounidense, que se desempeña como  Arzobispo de Chicago
Desde septiembre de 2014 tras haber sido elegido por el papa Francisco, es el nuevo Arzobispo de Chicago.
El 9 de octubre de 2016, el papa Francisco anunció su creación como cardenal de la Iglesia en el consistorio que se celebró el 19 de noviembre de 2016.

## Biografía

### Inicios, formación y sacerdocio
Desciende de una familia croata. Nació en la ciudad de Omaha del Estado de Nebraska, el día 19 de marzo de 1949. Sus padres son Blase y María Cupich. Es hermano de nueve hijos.
Cuando era joven asistió al Seminario St. John Vianney de la Universidad Santo Tomás de Saint Paul (Minnesota), en la cual en 1971 obtuvo una licenciatura en Filosofía.
A continuación se trasladó a Roma (Italia) y allí se licenció e hizo una maestría en Teología por el Pontificio Colegio Norteamericano y la Pontificia Universidad Gregoriana. Durante este tiempo estuvo residiendo una pequeña temporada en Sarajevo (Bosnia y Herzegovina).
A su regreso a los Estados Unidos, fue ordenado sacerdote para la Arquidiócesis de Omaha, el día 16 de agosto de 1975, por el entonces arzobispo metropolitano Mons. Daniel Eugene Sheehan.
Tras su ordenación, inició su ministerio pastoral como pastor asistente de la Iglesia Santa Margarita María e instructor de la Escuela Secundaria Pablo VI en Omaha hasta 1978. 
Luego se desempeñó como director de la Oficina para el Culto Divino y como presidente de la Comisión de la Juventud en la arquidiócesis.
Seguidamente quiso completar sus estudios con una licenciatura y más tarde convirtiéndose en Doctor de Teología Sagrada por la Universidad Católica de América (CUA) de Washington D. C.. 
Hizo una tesis titulada "Adviento en la tradición romana: un análisis y comparación de las lecturas de los leccionarios como unidades hermenéuticas en tres períodos". 
Al terminar su formación, entre 1980 y 1981 fue instructor del Programa de Educación Continua de sacerdotes y de formación del diaconado en la Universidad Creighton. Luego fue secretario de la Nunciatura Apostólica en Estados Unidos y en ocasiones actuaba como portavoz de las misiones diplomáticas.
En 1987 pasó a ser pastor de la Iglesia Santa María en Bellevue, en 1989 fue elegido presidente-rector de la Universidad Pontificia Josephinum en Columbus y en 1996 fue pastor de la Iglesia de San Roberto Belarmino en Omaha.

## Obispo
El 6 de julio de 1998, ascendió al episcopado, al ser nombrado por el papa Juan Pablo II, como Obispo de la Diócesis de Rapid City en Dakota del Sur.
Tras su nombramiento eligió su escudo y el lema: (en inglés: "Peace Be With You"- en español: "La Paz Sea Con Vosotros").
Recibió la consagración episcopal en la catedral diocesana, el 21 de septiembre de ese año, a manos de su consagrante principal: el entonces Arzobispo de Saint Paul y Minneapolis Mons. Harry Joseph Flynn; y de sus co-consagrantes: el entonces Arzobispo de Omaha Mosn. Elden Francis Curtiss y el entonces Arzobispo de Denver Mons. Charles J. Chaput, O.F.M. Cap.
Seguidamente el 30 de junio de 2010, el Papa Benedicto XVI le nombró Obispo de la Diócesis de Spokane y tomó posesión oficial el 3 de septiembre, en una ceremonia que se celebró en la Universidad Gonzaga.

## Arzobispo de Chicago
Actualmente desde el 20 de septiembre de 2014, tras haber sido nombrado por el Papa Francisco, es el nuevo Arzobispo Metropolitano de la Arquidiócesis de Chicago. Sustituye al cardenal "monseñor" Francis Eugene George que presentó su renuncia tras alcanzar el límite de edad. Tomó posesión oficial del cargo, el 18 de noviembre y afirmó que va a residir en la misma Catedral del Santo Nombre de Chicago en lugar de en la mansión "Gold Coast" que tradicionalmente sirve como residencia de los arzobispos.
A su llegada a la arquidiócesis anunció que se realizarían importantes cambios, como el nombramiento a nuevas personas, una gran reorganización,  la creación de nuevos consejos episcopales, etc.
El 15 de septiembre de 2015 fue elegido para participar en la XIV Asamblea General Ordinaria del sínodo de obispos, que se celebró entre los días 4 y 25 de octubre en la Ciudad del Vaticano.
Desde el 7 de julio de 2016 es miembro de la Congregación para los Obispos, al ser designado por Francisco.
El 10 de enero de 2017 fue nombrado miembro de la Congregación para los Obispos.
El 11 de diciembre de 2017 fue nombrado miembro de la Congregación para la Educación Católica.
El 10 de enero de 2022 fue confirmado como miembro de la Congregación para los Obispos  ad aliud quinquennium.
El 3 de mayo de 2022 fue nombrado miembro de la Congregación para el Culto Divino y la Disciplina de los Sacramentos ad quinquennium.
El 27 de febrero de 2024 fue nombrado miembro del Dicasterio para la Cultura y la Educación ad quinquennium.

### Otras actividades
Además de su labor como arzobispo, dentro de la Conferencia de los Obispos Católicos de los Estados Unidos (USCCB) preside el Comité Sobre la Protección de los Niños y Jóvenes y es miembro del Comité ad hoc sobre la Traducción de la Sagrada escritura y el de la supervisión sobre el catecismo. 
Al igual también ejerce de miembro del Consejo de la Sociedad de Extensión Católica, de la organización destinada a la recaudación de fondos "Catholic Extension", de la Junta de Síndicos del Saint Paul Seminary School of Divinity, del club Serra International, del Consejo de Administración del Centro Nacional de Vida Pastoral y además es Presidente de la Asociación Nacional de Educación Católica.
El 19 de agosto de 2024, Cupich pronunció la invocación inaugural en la Convención Nacional Demócrata de 2024 en Chicago.

#### Controversia de Viganò
El 25 de agosto de 2018, el arzobispo Carlo Maria Viganò, exnuncio apostólico en los Estados Unidos, publicó una carta de 11 páginas que describe una serie de advertencias al Vaticano con respecto a la conducta sexual inapropiada del entonces cardenal Theodore Edgar McCarrick. Viganò también afirmó que McCarrick y otros «orquestaron» los nombramientos de Cupich como arzobispo de Chicago y del obispo Joseph William Tobin como arzobispo de Newark. Cupich respondió diciendo que Viganò le dijo a Cupich en el momento de su nombramiento en Chicago que era «una noticia de gran alegría», y que Viganò lo felicitó y le expresó su apoyo. Cupich dijo más tarde: «No creo que necesitara que una persona fuera mi defensor».
En una entrevista del 27 de agosto, Cupich dijo que el lenguaje de la carta parecía político: «Era tan disperso que era difícil leer si era ideológico en algún sentido, o si era una venganza hacia otros por desaires personales que había recibido porque había algunas personas que en su pasado él sentía que lo habían maltratado». Cupich estaba «desconcertado» por el lenguaje negativo que Viganò usó con respecto a él. En una entrevista con WMAQ-TV ese mismo día, Cupich dijo: «El Papa tiene una agenda más amplia. Tiene que seguir con otras cosas: hablar sobre el medio ambiente, proteger a los inmigrantes y continuar con el trabajo de la Iglesia. No vamos a caer en la trampa de esto». Cupich declaró más tarde que sus comentarios no se referían a los abusos cometidos por el clero, que deben ser expuestos, denunciados, disculpados y terminados. Cuando se le preguntó sobre aquellos que critican al Papa, Cupich respondió: «Francamente, tampoco les gusta porque es latino», en aparente referencia a que Francisco nació y creció en Argentina, aunque sus padres eran inmigrantes a ese país de Italia septentrional.

## Publicaciones
- "The 'I' of Priestly Identity in the Priest," November 1994
- "The Priest as Administrator: Rediscovering Our Tradition of Pastoral Leadership in Priests for a New Millennium," NCCB Publications, November 2000
- "The Second Vatican Council: Why Should It Matter to Your Generation?" Habiger Lecture, University of St. Thomas Perspectives, July 2004
- "Community-Based Faith Formation: Our Common Challenge and Shared Privilege in Handing on the Faith," in Handing on the Faith: The Church's Mission and Challenge, edited by Robert Imbelli, Crossroad, 2006

### Origins
- “The Emerging Models of Pastoral Leadership Project: The Theological, Sacramental and Ecclesial Context,” May 15, 2008
- “Protecting Children, Promoting Healing: It Takes a Community of Learning,” April 21, 2011
- “Talking About Faith to a Skeptical World in a Secular Age,” September 5, 2013
- “A More Authentic Way of Knowing and Learning,” June 19, 2014
- “Walking on Water in a Skeptical Age,” November 27, 2014
- “Breathing Life Into the Dry Bones of Daily Life,”  November 27, 2014
- Homily at Mass for Priest Jubilarians,  May 21, 2015
- Homily at Mass for Investment of the Pallium,  September 3, 2015
- Address to Chicago Federation of Labor,  October 15, 2015
- Speech at Justice for Immigrants Convening,  November 26, 2015

### America Magazine
- “Abortion and Public Policy,” September 11, 2006
- “How Unconditional Is the Right to Life?” January 29, 2007
- “Workers in the Vineyard,” July 21, 2008
- “Racism and the Election,” October 27, 2008
- “Power in the Present,” March 23, 2009
- “Serious Thinking: The Moral Challenge of 'Caritas in Veritate',” July 20, 2009
- “Twelve Things the Bishops Have Learned From the Clergy Sexual Abuse Crisis,” May 10, 2010
- “Staying Civil,” March 5, 2012
- “Francis as Witness,” October 21, 2013
- “To Love and Protect,” July 18-25, 2016